# Euchlanis alata
Euchlanis alata är en hjuldjursart som beskrevs av Voronkov 1912. Euchlanis alata ingår i släktet Euchlanis och familjen Euchlanidae. Arten är reproducerande i Sverige. Inga underarter finns listade i Catalogue of Life.